# Weihrauchschiffchen

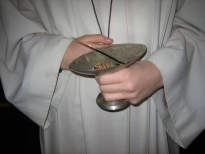
Schiffchen für den Weihrauchdienst

Das Weihrauchschiffchen (lateinisch navicula oder naviculum) oder kurz Schiffchen ist ein in der katholischen und der anglikanischen Kirche verwendetes Gefäß, in dem für den Gebrauch in der Liturgie der Weihrauch aufbewahrt wird. Das Weihrauchschiffchen gehört zu den Vasa sacra und wird daher vor dem ersten Gebrauch gesegnet.
Das Metallgefäß hat in etwa die Form eines kleinen Schiffs mit Deckel und Standfuß. Zum Schiffchen gehört ein kleiner Löffel, mit dem die Weihrauchkörner für die Inzens in das Weihrauchfass eingelegt werden. Das Schiffchen wird von einem Ministranten getragen, dem Navikular, der den Thuriferar, den Träger des Weihrauchfasses, begleitet, dem Zelebranten bzw. dem Diakon den Weihrauch anreicht oder gegebenenfalls auch selbst zwischendurch nachlegt.
Im Laufe der Kirchengeschichte waren Weihrauchschiffchen wie anderes liturgisches Gerät oft künstlerisch anspruchsvoll gestaltet, aus edlen Materialien gefertigt und reich verziert.